# Scopula purata
Scopula purata là một loài bướm đêm trong họ Geometridae.